# William Downes
William Downes (1751 - 3 mars 1826) est l'un des principaux juges irlandais de son temps, qui a occupé le poste de Lord Chief Justice of Ireland. 

## Famille
Il est le deuxième fils de Robert Downes (1708-1754) de Donnybrook, député de Kildare, et de son épouse Elizabeth Twigge, fille de William Twigge, également de Donnybrook. Il est petit-fils de Dive Downes (en), évêque de Cork et Ross et de sa quatrième épouse Catherine Fitzgerald. La famille Downes est originaire de Thornby, Northamptonshire. Il est apparenté aux influentes familles Burgh et Foster et, par le biais de sa grand-mère FitzGerald, au comte de Kildare. Il a un frère aîné, Dive, qui a pris des ordres sacrés ; Dive est décédé en 1798. Leur père est décédé alors que William n'avait que trois ans. 

## Carrière
Il est diplômé de l'Université de Dublin, est admis au barreau en 1776 et est élu député à la Chambre des communes irlandaise pour l'arrondissement de Donegal en 1790. Il est nommé juge à la Cour du Banc du Roi en 1792. Après le meurtre de Arthur Wolfe (1er vicomte Kilwarden) en 1803, Downes lui succède comme Lord Chief Justice du banc du roi en Irlande. Il est vice-chancelier de l'Université de Dublin de 1806 à 1816. 

### Lord Chief Justice
Downes est considéré comme "le père reconnu de la loi". La faible opinion sur lui de son prédécesseur en tant que lord juge en chef, John Scott (1er comte de Clonmell), qui l'appelait "rusé et vain", peut être ignorée, car Clonmell détestait et méprisait la plupart de ses collègues judiciaires. En général, Downes était respecté pour son intégrité, même si sa manière était sévère et intimidante, et on disait qu'il ne riait jamais. Selon Elrington Ball, après la mort de Kilwarden, il est généralement admis que seul Downes était apte à lui succéder. Il est l'un des rares juges que Daniel O'Connell ne pouvait pas intimider. Lors du procès de John Magee pour diffamation séditieuse en 1813, la conduite de la défense d'O'Connell est si intempestive qu'un autre avocat a dit qu'il aurait dû être empêché de parler. Downes a dit sèchement qu'il regrettait personnellement de ne pas avoir empêché O'Connell de pratiquer le droit en premier lieu. D'autre part, Downes a laissé O'Connell parler longuement pour la défense de son client, et a été sévèrement critiqué par le secrétaire en chef pour l'Irlande, Sir Robert Peel, pour cela. 
Il a considéré sévèrement toute forme d'inconduite judiciaire. En 1803, l'auteur d'une série de lettres scandaleuses attaquant le gouvernement sous le nom de plume Juverna est dénoncé comme étant Robert Johnson (1745-1833) (en), juge à la Cour des plaids communs (Irlande). Downes mène les poursuites et obtient sa condamnation pour diffamation séditieuse et sa retraite forcée de la magistrature. Lorsque Johnson a tenté d'échapper aux poursuites, Downes l'a fait arrêter, lui disant sévèrement que sa tentative d'échapper à la justice était un crime aussi grave que la diffamation elle-même. 
Il prend sa retraite en 1822; malgré son âge considérable et le fait qu'il n'avait ni femme ni enfants, il accepte une pairie et est créé baron Downes, d'Aghanville dans le Comté d'Offaly avec un reste spécial à son cousin Ulysses Burgh (2e baron Downes). Ulysse est le petit-fils de la tante de William, Anne Downes, qui a épousé Thomas Burgh. Il succède à William comme deuxième et dernier baron Downes. William vivait à Booterstown, dans le comté de Dublin. 

## Mort et enterrement
À sa mort, il est enterré à l'église Sainte-Anne, à Dublin à côté de son collègue judiciaire William Tankerville Chamberlain (en) (décédé en 1802), qui était son ami inséparable depuis de nombreuses années: "leur amitié et leur union étaient complètes ... et maintenant par le désir du survivant, ils gisent ensemble dans le même tombeau "selon l'épitaphe. 